# Villaverde (Álava)
Villaverde es un concejo del municipio de Lagrán, en la provincia de Álava, España. 

## Situación
Todo el concejo se encuentra al pie de las escarpadas y boscosas faldas de la sierra de Cantabria, la cordillera montañosa más meridional del País Vasco. 

## Geografía
El concejo es atravesado por el río Ega, afluente del Ebro que recorre fundamentalmente la provincia vecina de Navarra.
La única carretera que atraviesa el concejo es la A-3130, por la cual las localidades de importancia más cercanas son: hacia el este Miranda de Ebro, a 35 kilómetros, y Vitoria, a 39. Tomando esta carrera hacia el este se encuentra tan sólo a 32 km. la ciudad de Logroño, si bien el trayecto precisa más tiempo por realizarse por medio del puerto de Bernedo.

## Despoblado
Forma parte del concejo una fracción del despoblado de:
- San Pedro.[1]

## Historia
Las primeras referencias históricas del pueblo datan del año 1257 como pertenecido del conde de Salinas.
A mediados del siglo XIX, el lugar, por entonces barrio de Lagrán, tenía contabilizada una población de 140 habitantes. La localidad aparece descrita en el decimosexto y último volumen del Diccionario geográfico-estadístico-histórico de España y sus posesiones de Ultramar de Pascual Madoz de la siguiente manera:

VILLAVERDE: barrio de la v. y ayunt. de Lagran en la prov. de Alava (á Vitoria 7 leg.), part. jud. de Laguardia (3), aud. terr. de Búrgos (30), c. g. de las Prov. Vascongadas, dióc. de Calahorra (12): sit. al pie de una sierra; clima frio, y reina el viento N. Tiene 40 casas; escuela de primera educacion para ambos sexos, frecuentada por 40 alumnos y dotada con 28 fan. de trigo; igl. parr. (San Andrés) servida por 2 beneficiados; una ermita (Cristo crucificado), y para el surtido de la pobl. una fuente de aguas comunes. El térm. confina N. Basauri; E. Villafria; S. El Villar, y O. Lagran. El terreno es de buena calidad y le atraviesa de O. á E. el r. Ega. caminos: el de Bernedo escabroso: el correo se recibe de Logroño por balijero. prod.: trigo, centeno, cebada, avena, patatas y legumbres; cria de ganado de toda especie; caza de codornices y becadas; pesca de truchas. ind.: ademas de la agrícola y pecuaria algunos hab. se dedican á la fabricacion de carbon, palas y compuertas; hay un molino harinero. pobl.: 32 vec, 140 alm. contr.: con su ayuntamiento (V.).
(Madoz, 1850, p. 294)

## Demografía
| Gráfica de evolución demográfica de Villaverde entre 2000 y 2017 |
|                                                                  |
| Población de derecho según los censos de población del INE.      |

## Economía
La localidad cuenta con una empresa familiar de producción de morcillas.

## Monumentos y lugares de interés
- Iglesia parroquial de San Andrés, del siglo XVI.
- Ermita de San Roque, de estilo románico (siglo XIII). Se sitúa en las inmediaciones del pueblo y es compartida por los municipios de Lagrán y Bernedo
- Sala de exposiciones de la naturaleza, con información sobre la funa, flora y actividades tradicionales de la zona.